# 沈凌
沈凌（1979年11月15日—），中国甘肅蘭州人，北京廣播學院畢業（中國傳媒大學）。中國大陸主持人、歌手、演員。

## 经历
- 2003年，主持《娛樂任我行》。
- 2009年1月，参演电影《水浒人物谱之顾大嫂》[1]。
- 2010年，发行首张个人专辑《我的幸福》[2]。
- 2012年，参演话剧《男闺蜜》[3]。
- 2013年，為湖南衛視《我是歌手》第一季周曉鷗芒果經紀人。
- 2014年，為湖南衛視《我是歌手》第二季張杰芒果經紀人。
- 2015年，為湖南衛視《我是歌手》第三季黃麗玲芒果經紀人。
- 2016年，為湖南衛視《我是歌手》第四季李玟芒果經紀人。
- 2017年，為湖南衛視《歌手2017》林憶蓮音樂合夥人。